# Westwood (Nueva Jersey)
Westwood es un borough ubicado en el condado de Bergen en el estado estadounidense de Nueva Jersey. En el año 2010 tenía una población de 10.908 habitantes y una densidad poblacional de 1.818 personas por km².

## Geografía
Westwood se encuentra ubicado en las coordenadas 40°59′19″N 74°1′51″O / 40.98861, -74.03083.

## Demografía
Según la Oficina del Censo en 2000 los ingresos medios por hogar en la localidad eran de $59,868 y los ingresos medios por familia eran $77,105. Los hombres tenían unos ingresos medios de $50,800 frente a los $42,459 para las mujeres. La renta per cápita para la localidad era de $32,083. Alrededor del 4.4% de la población estaba por debajo del umbral de pobreza.